# Піввагон

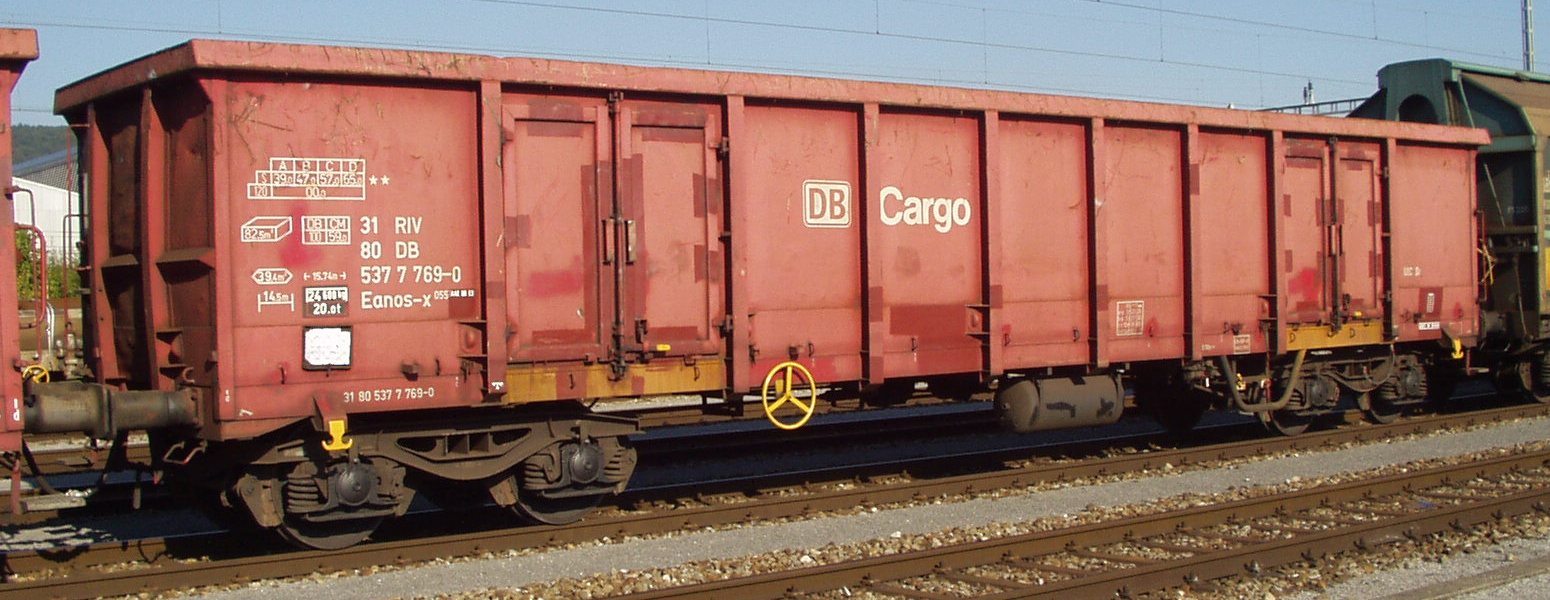
Сучасний відкритий вагон

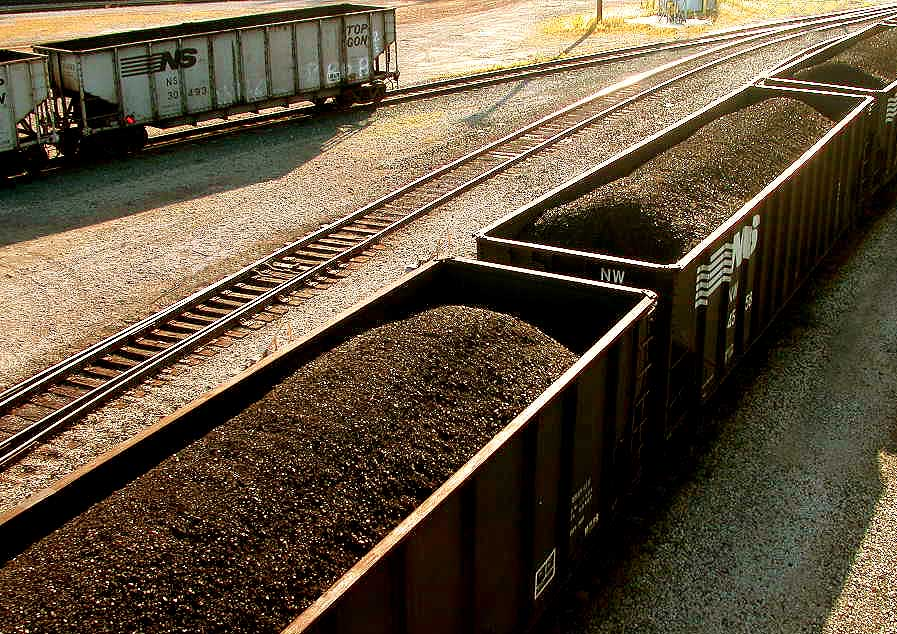
Відкриті вагони, навантажені вугіллям

Півваго́н — залізничний вантажний відкритий вагон з високими бортами, призначений для перевезення навалювальних вантажів (руда, вугілля, флюси, лісоматеріали тощо), контейнерів й ін. Відкритий вагон має розвантажувальні люки в підлозі і торцеві стінки, що розкриваються, може мати глухий кузов.